# Referentie-ellipsoïde

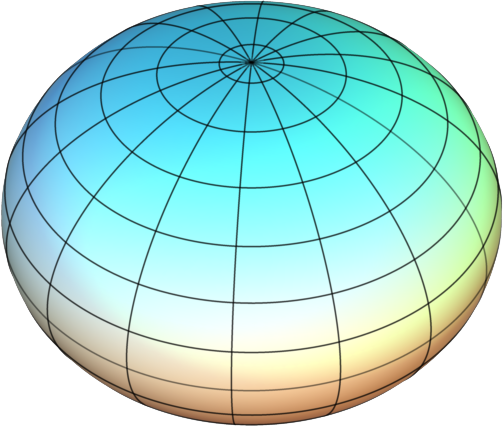
De vorm van de Aarde weergegeven door een afgeplatte bol

Een referentie-ellipsoïde of kortweg ellipsoïde is een omwentelingsellipsoïde, die een benadering voor de vorm van de Aarde vormt. Een dergelijke benadering is vanwege de afplatting van de Aarde een betere beschrijving voor de vorm van de Aarde dan een bol. De Aarde is aan de polen namelijk platter dan aan de evenaar.
Hoewel de term sferoïde wiskundig preciezer is, wordt meestal de term ellipsoïde gebruikt. 
De referentie-ellipsoïde is een van de onderdelen van een geodetisch coördinatensysteem. Door de tijd heen zijn er op basis van nieuwe inzichten verschillende referentie-ellipsoïden gedefinieerd.
De Duitser Bessel publiceerde in 1841 op basis van een groot aantal waarnemingen de ellipsoïde van Bessel. Een nieuwe benadering, de ellipsoïde van Hayford werd in 1910 geïntroduceerd en is de basis voor de Lambert72-projectie voor de Belgische topografische kaarten. Het nauwkeurigste wereldwijde systeem ITRS en het Europese ETRS89 gebruiken de GRS80-ellipsoïde met een halve lange as van 6 378 137,0000 m. De ellipsoïde die gebruikt wordt door het voor gps gedefinieerde WGS84 is op een klein afrondingsverschil voor de afplatting na hier gelijk aan.

## Tabel
| Regionale (1743–1906) en wereldwijd berekende referentie-ellipsoiden (1924–1980) a = halve lange as (evenaar), b = halve korte as (pool) | Regionale (1743–1906) en wereldwijd berekende referentie-ellipsoiden (1924–1980) a = halve lange as (evenaar), b = halve korte as (pool) | Regionale (1743–1906) en wereldwijd berekende referentie-ellipsoiden (1924–1980) a = halve lange as (evenaar), b = halve korte as (pool) | Regionale (1743–1906) en wereldwijd berekende referentie-ellipsoiden (1924–1980) a = halve lange as (evenaar), b = halve korte as (pool) | Regionale (1743–1906) en wereldwijd berekende referentie-ellipsoiden (1924–1980) a = halve lange as (evenaar), b = halve korte as (pool) | Regionale (1743–1906) en wereldwijd berekende referentie-ellipsoiden (1924–1980) a = halve lange as (evenaar), b = halve korte as (pool) | Regionale (1743–1906) en wereldwijd berekende referentie-ellipsoiden (1924–1980) a = halve lange as (evenaar), b = halve korte as (pool) |
| Ellipsoide | Jaar | Halve lange as a [meter] | Halve korte as b [meter] | 1afplatting ( 1f = a(a−b) | Opmerkingen | EPSG-code |
| --- | --- | --- | --- | --- | --- | --- |
| Franse academie van wetenschappen | 1743 | 6 372 056 | | 310 | graadmetingen in Lapland en Ecuador | |
| Delambre, Frankrijk | 1810 | 6 376 985 | | 308,6465 | Pionierswerk | |
| Schmidt | 1828 | 6 376 804,37 | | 302,02 | Pionierswerk | |
| G.B. Airy | 1830 | 6 377 563,4 | 6 356 256,91 | 299,3249646 | | |
| Airy 1830 mod. | 1830 | 6 377 340,189 | 6 356 034,447 | 299,3249514 | | 7002 |
| Everest (India) | 1830 | 6 377 276,345 | | 300,8017 | | 7015 |
| Bessel 1841 | 1841 | 6 377 397,155 | 6 356 078,963 | 299,1528128 | Eurazië en Nederlands Indië | 7004 |
| Clarke | 1866 | 6 378 206,400 | | 294,9786982 | Azië | 7008 |
| Clarke 1880 / IGN | 1880 | 6 378 249,17 | 6 356 514,99 | 293,4663 | Afrika | 7011 |
| Helmert, Duitsland | 1906 | 6 378 200,000 | | 298,3 | | 7020 |
| Internat. 1924 (Hayford) | 1924 | 6 378 388,000 | 6 356 911,946 | 297,0 | Noord Amerika (1909) | 7022 |
| Krassowsky 1940 | 1940 | 6 378 245,000 | 6 356 863,019 | 298,3 | Sovjet Unie en invloedsfeer | 7024 |
| Modif. Fischer | 1960 | 6 378 155,000 | | 298,3 | | |
| GRS 1967 | 1967 | 6 378 165,000 | | 298,25 | | |
| Australian Nat. | 1967 | 6 378 160,000 | | 298,25 | | 7003 |
| SAD69 (South America) | 1969 | 6 378 160,000 | | 298,25 | | |
| WGS72 (World Geodetic System 1972) | 1972 | 6 378 135,000 | ≈ 6 356 750,52 | 298,26 | | 7043 |
| GRS80 (Geodetic Reference System 1980)                                                                                                   | 1980 | 6 378 137,000 | ≈ 6 356 752,3141 | 298,257222101 | | 7019 |
| WGS84 (World Geodetic System 1984) | 1984 | 6 378 137,000 | ≈ 6 356 752,3142 | 298,257223563 | Gedefinieerd voor GPS, op afronding na gelijk aan GRS80                                                                                  | 7030 |